# Jean Paulo Fernandes Filho
Jean Paulo Fernandes Filho, meglio noto come Jean o Jeanzinho (Salvador, 26 ottobre 1995), è un calciatore brasiliano, portiere del Cerro Porteño.

## Carriera

### Club
Jean ha iniziato la sua carriera nelle giovanili del Bahia, venendo promosso in prima squadra nel 2015. Ha debuttato professionalmente il 9 maggio 2015 in un pareggio 1-1 contro l'América Mineiro in Série B. Nella stagione 2017 è diventato titolare fisso, disputando tutte le 38 partite del campionato di Série A e contribuendo alla qualificazione del Bahia alla Copa Sudamericana 2018. 
Nel dicembre 2017, Jean ha firmato un contratto quinquennale con il São Paulo, ma ha collezionato solo 15 presenze in due stagioni. 
Nel gennaio 2020, è stato ceduto in prestito all'Atlético Goianiense, dove ha disputato 41 partite e, sorprendentemente per un portiere, ha segnato 5 gol, principalmente su calcio di rigore. 
Nel marzo 2021, Jean è stato ceduto in prestito al Cerro Porteño in Paraguay, inizialmente per sostituire l'infortunato Rodrigo Muñoz. 
Nel gennaio 2022, il Cerro Porteño ha acquistato definitivamente il cartellino di Jean per circa 1,1 milioni di dollari, firmando un contratto fino al 2025. 
Con il club paraguaiano, Jean ha vinto il Torneo Clausura 2021 e ha superato le 100 presenze ufficiali. 

### Nazionale
Nel 2015 è stato convocato dalla nazionale Under-20 brasiliana per disputare i Mondiali Under-20.
Jean si è reso noto per le sue abilità nei calci piazzati, grazie alle quali è riuscito a segnare 6 gol all’attivo.

## Caratteristiche tecniche
Jean è un portiere noto per la sua agilità e reattività tra i pali, con riflessi rapidi che gli permettono di effettuare parate decisive. Secondo le statistiche di EA FC 25, presenta un punteggio di 78 nei riflessi e 74 nel posizionamento, indicando una solida presenza in porta. 
Una caratteristica distintiva di Jean è la sua abilità nel calciare i rigori, qualità rara per un portiere. Durante la sua permanenza all'Atlético Goianiense, ha segnato 5 gol, tutti su calcio di rigore, dimostrando una notevole precisione e freddezza. 
Inoltre, Jean si distingue per la sua capacità di impostare il gioco dal basso, grazie a un buon controllo del pallone e precisione nei passaggi, rendendolo un elemento chiave nella costruzione delle azioni offensive della sua squadra.

## Palmarès
- Campionato Baiano: 1

Bahia: 2015
- Campionato Goiano: 1

Atlético Goianiense: 2020